# Sarrasani A 376
|  | Denne artikel er oprettet af botten Steenthbot ud fra en ekstern database. Den kan derfor have sproglige fejl eller mangler. Denne skabelon kan fjernes efter kontrol af indholdet. |

Sarrasani A 376 er en dansk dokumentarisk optagelse fra 1915.

## Handling
Optagelser af den tyske cirkustrup Sarrasani, som er hyret ind til en filmoptagelse i Valby - Maharadjahens Yndlingshustru med Carlo Wieth, som ses i optagelsen. Der er en slangetæmmerske, en ildsluger og elefanter.